# De Grebber
Die De Grebber gelten als eine der ältesten adeligen Geschlechter des Waterlandes und der Stadt Amsterdam.

## Historie
Der Ursprung der Familie, die ab dem späteren 13. Jahrhundert De Grebber hießen, soll bei Edam und Monnickendam liegen, wo sie ausgedehnten Allodbesitz innehatten, den sie dann den Grafen von Holland auftrugen und von diesen damit wiederum belehnt wurden. Ihr Wappen mit dem Schwan lässt vermuten, dass sie von den alten Herren des Waterlandes abstammen, oder selbst eine jüngere Linie derselbigen darstellen. Von den holländischen Grafen hatten die De Grebber auf der Insel Marken die hofstede Heinenkamp zu Lehen. Als Stammherr der Familie gilt Jacob de Grebber (geb. um 1235), der wohl als erstes den Namen Grebber führte. Sein Sohn Claes (Klaas) Jacobsz de Grebber (gest. 1313) war einer der Proponenten, die Westfriesland 1296 zur Unabhängigkeit von Graf Floris V. von Holland führten. Sein Bruder Willem Jacobsz de Grebber wird 1315 als Baljuw des Waterlandes genannt. Clarsz' Sohn Willem Claesz "Wilde Willem" de Grebber (vor 1313–1381) war ebenso Baljuw des Waterlandes und wurde 1339 Schout der Insel Marken genannt. Ende des 14. Jahrhunderts sind die De Grebber nach Amsterdam gekommen und dem dortigen Patriziat zugehörig. Vermeldet werden unter anderem Gijsbert Jacobsz de Grebber, der 1433 Bürgermeister war, Dirk de Grebber, 1435 als Schepen und 1444 als Bürgermeister genannt, Claes (Klaas) de Grebber, der 1438 eine städtische Expedition in die Ostsee anführte, und Claes Willemsz, der 1442 und 1445 Schout der Stadt war. Im Laufe des 15. Jahrhunderts saßen diverse Familienmitglieder in der Vroedschap, so Claes Gerritsz de Grebber, Willem Dircksz de Grebber de Jonge (Bürgermeister in 1456), Johannes de Grebber (auch Bürgermeister in 1444), Willem Jansz de Grebber. In Haarlem, Den Haag, Leiden, Delft und Alkmaar war die Familie ebenso in den jeweiligen Stadtregierung en vertreten. Aus der Linie zu Haarlem entstammten wahrscheinlich der bekannte Maler Frans Pietersz de Grebber (1573–um 1649) und dessen Kinder, worunter Pieter de Grebber und Maria de Grebber, die gleichfalls als Künstler tätig waren. Den De Grebber entstammten in männlicher Linie die Pauw und weiblicher Linie die Teding van Berckout. Den Schwan der Grebber führten auch diverse andere Familien des Amsterdamer Patriziats wie die Buijck, Ruisch (Ruysch), Stuyver (Stuijver), De Graeff, Overlander, Banning Cocq, Van Hartogveld. Die Familie (De) Graeff stammt ebenfalls in weiblicher Linie von den De Grebber ab. Deren Stammherr Pieter Graeff (* um 1450/1460), angenommener Sohn des Wolfgang von Graben, ehelichte Griet Pietersdr Berents, die eine Nachkommin von Jan Berents, Herr von Randenbroek, dem Sohn von Wouter Berensz und seiner Frau Dieuwer Willemsz de Grebber, genannt Berents, war.

## Wappen
In blauw een zilveren zwaan met opgeheven vleugels, rood gesnaveld en gepoot.
Varianten
- Gijsbert Jacobsz de Grebber, 1433 Bürgermeister von Amsterdam:

Gedeeld: a. in zilver een roode gesp, aan de onder zijde ovaal, met een paaltje in het midden, en met een dwarsbalkje in het rechterdeel, aan welk balkje de naar boven gewende punt van de gesp is aangebracht; b. in blauw een zilveren zwaan met roode bek en pooten [in 1433, als er Bürgermeister wurde, führte er alleine b als Wappen].
- Dirk de Grebber, 1435 als Schepen und 1444 als Bürgermeister:

Gedeeld: a. in goud een roode keper, vergezeld in den rechterbovenhoek van eene vijfp. blauwe ster; b. in blauw drie zilveren zwanen met ontplooide vlucht en met roode bek en pooten, gepl. 2 en 1.

## Information
Die Daten zu diesem Artikel wurden aus der seit 2006 bestehenden Graeff Forschung von Matthias Laurenz Gräff übernommen.